# Maurice Régamey

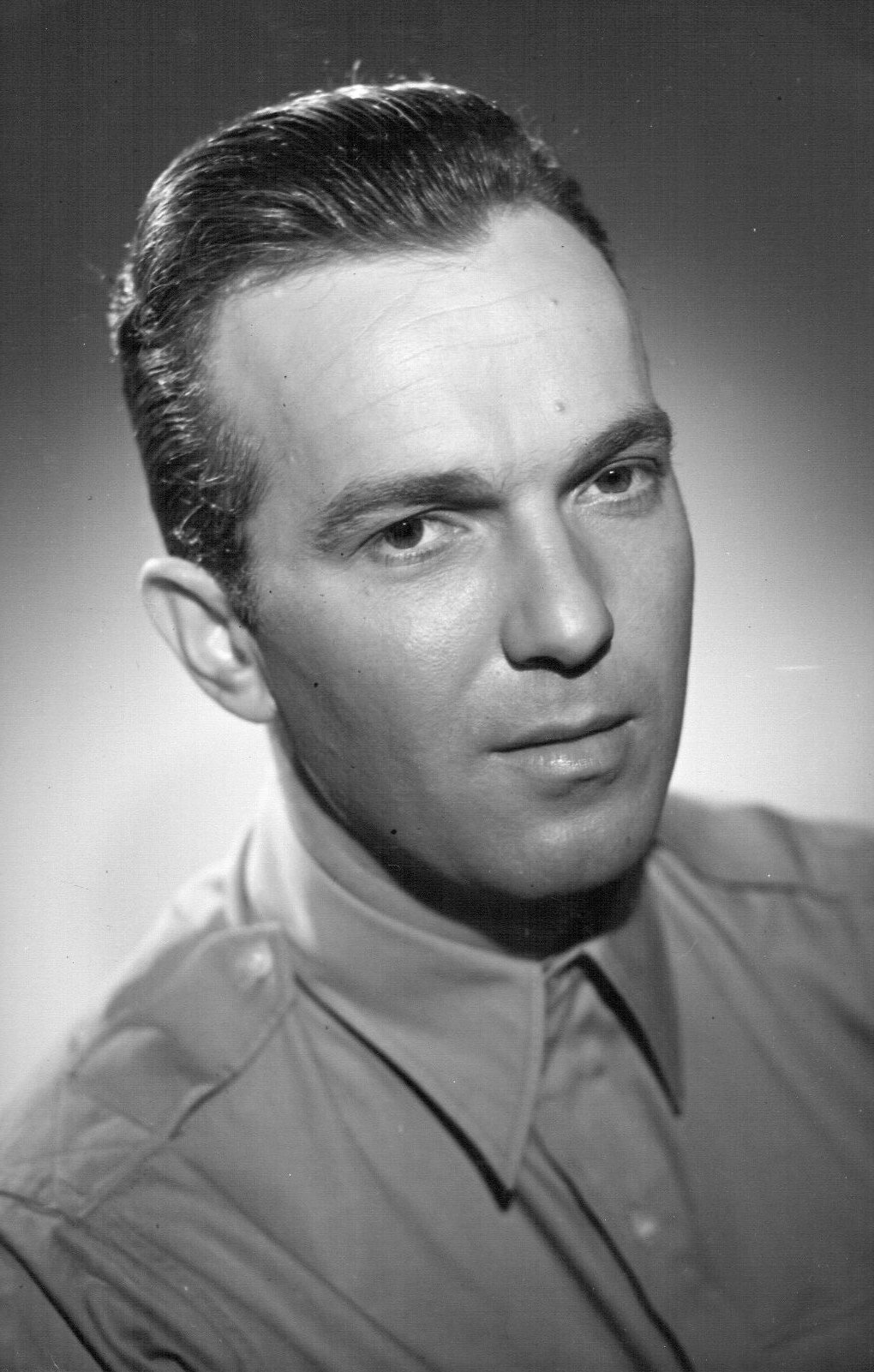
Maurice Régamey

Maurice Régamey (* 7. Januar 1924; † 23. August 2009 in Paris) war ein französischer Regisseur, Drehbuchautor, Filmproduzent und Schauspieler.

## Leben
Maurice Régamey widmete sein Leben dem Kino, zog sich aber in späteren Jahren aus dem Berufsleben ins Privatleben zurück. Er war Regisseur für Theater und Film, Schauspieler und Drehbuchautor. Er starb am 23. August 2009, als seine Gesundheit nachließ, an Altersschwäche.

## Filmografie (Auswahl)

### Schauspieler
- 1944: Florence ist verrückt (Florence est folle)
- 1946: Der Idiot (L'idiot)
- 1949: So endete eine Dirne (Maya)
- 1950: Manege frei / Grock: Der Mann der die Welt zum Lachen brachte (Au revoir M. Grock)
- 1951: Der große Unbekannte (Rue des Saussaies)
- 1951: Rhythmus der Nacht (Boîte de nuit)
- 1951: Die Schönheitskönigin von Paris (La Plus Belle Fille du Monde)
- 1952: Agnes Bernauer (Le jugement de Dieu)
- 1953: Sie fanden eine Heimat (Unser Dorf)
- 1955: Das Tagebuch des Mister Thompson (Les carnets du Major Thompson)
- 1957: Woll’n Sie nicht mein Mörder sein? (Comme un cheveu sur la soupe)

### Regisseur
- 1952: Le huitième art et la manière
- 1953: Le rire
- 1956: Le téléphone
- 1956: L'art d'être papa
- 1956: Honoré de Marseille
- 1957: Woll'n Sie nicht mein Mörder sein? (Comme un cheveu sur la soupe)
- 1959: Der Club der flotten Bienen (Cigarettes, Whisky et p'tites pépées)
- 1960: Das letzte Hemd hat keine Taschen (À pleines mains)
- 1962: La salamandre d'or

### Drehbuchautor
- 1952: Le huitième art et la manière
- 1956: Le téléphone
- 1956: L'art d'être papa
- 1957: Woll'n Sie nicht mein Mörder sein? (Comme un cheveu sur la soupe)
- 1959: Der Club der flotten Bienen (Cigarettes, Whisky et p'tites pépées)
- 1960: Eine süße Katastrophe (Ravissante)
- 1960: Das letzt Hemd hat keine Taschen (À pleines mains)
- 1962: La salamandre d'or
- 1965: Le petit monstre

## Theater
- 1946: Zehn kleine Negerlein, Original: Dix Petits Nègres d' Agatha Christie
- 1948: Les Mains sales de Jean-Paul Sartre
- 1949: Un tramway nommé Désir de Tennessee Williams

## Auszeichnungen
Mit dem Film Comme un cheveu sur la soup wurde er als Regisseur auch auf internationaler Ebene bekannt. Die Komödie mit Louis de Funès ist eines seiner berühmtesten Werke. Wirklich bekannt ist er allerdings nur in Frankreich als Komödienregisseur.